# Мотоброневагоны Дыренкова
Мото́рные броневые ваго́ны Дыренкова, чаще называемые мотоброневаго́ны Дыренкова (МБВ Дыренкова, иногда встречается название Мотоброневаго́н/ы Д-2) — советские железнодорожные боевые машины межвоенного периода.
Разработанные в 1930—1932 годах в опытном конструкторско-испытательном бюро под руководством Н. И. Дыренкова и на московском заводе Можерез (Московский железнодорожно-ремонтный завод), МБВ Дыренкова с мощным для своего класса артиллерийско-пулемётным вооружением. В 1930—1934 годах изготовлено 33 мотоброневагона Дыренкова — 31 Д-2 и по одному несколько отличавшихся от них МБВ Д-3 и Д-6, применявшихся НКВД в Великой Отечественной войне.

## История создания
В мотоброневагонах реализована идея формирования бронепоездов нового поколения. Боевую часть их должны были составлять самодвижущиеся мотоброневагоны — это расширяло тактические возможности — все части бронепоезда могли независимо маневрировать и вести бой, и вместе, и на расстоянии друг от друга.
Если с небольшими разведывательными бронедрезинами более или менее просто, то с более сложным мотоброневагоном поначалу не складывалось — получились с ненадёжной трансмиссией — сказывалось отсутствие опыта.
Активные работы по созданию мотоброневагонов в нашей стране начаты Н. И. Дыренковым, энергичным изобретателем-самоучкой. Осенью 1929 года Дыренков предложил разработанный им проект «железнодорожной бронированной автомотрисы» руководству Объединённого государственного политического управления (ОГПУ). Проект одобрен и тех. отдел ОГПУ решил изготовить и испытать опытный мотоброневагон для охраны железных дорог.
В январе 1930 года по проекту Дыренкова на Ижорском заводе собрали и испытали первый опытный мотоброневагон. Его корпус из 10—16 мм брони с 4 дверями в бортах и шестью люками для наблюдения. В центре корпуса башня танка МС-1 со штатными 37-мм пушкой, пулеметом ДТ и командирской башенкой со смотровыми щелями. Угольниками корпус укреплен к раме. В центре рамы автомобильный двигатель «Геркулес» YXC мощностью 93 лошадиные силы (большое количество таких закуплено в США для грузовиков Ярославского автозавода) и червячно-шестеренчатая коробка перемены передач (КПП) конструкции Дыренкова (впоследствии Д-35). Она с реверсом обеспечивала 4 скорости вперёд или назад. В ходовой части две колёсных пары железнодорожных вагонов, одна ведущая. Вооружение — 2 пулемета Максима в торцах корпуса, 2 ДТ в бортах, 37-мм пушка «Гочкис» и один ДТ в башне. Экипаж 11 человек — командир, водитель, 1 артиллерист, 2 командира отделений пулемётчиков и 6 пулемётчиков. Первые испытания наряду с хорошими результатами выявили и недостатки в МБВ, требовавшие доработки. Но так как Дыренков занят проектированием среднего танка, работы по броневагону затянулись.
Проектом бронированной автомотрисы заинтересовались и военные. 18 января 1930 г. зам. наркома по военным и морским делам направил начальнику тех. отдела ОГПУ письмо: «Наркомвоенмор приступает к модернизации имеющихся бронепоездов. Для этой цели желательно было бы использовать имеющиеся в Вашем распоряжении чертежи конструкции т. Дыренкова Н. И. Прошу Вашего разрешения о временном предоставлении в распоряжение УММ РККА (Управление механизации и моторизации) вышеупомянутых чертежей».
Модернизация опытного мотоброневагона Дыренкова возобновилась осенью 1930 года.
В ноябре 1930 г. прошедшему ремонт первому опытному мотоброневагону присвоили индекс Д-3.

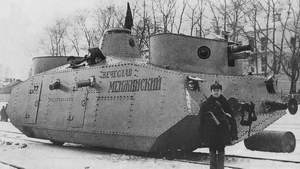
Второй опытный мотоброневагон Д-2 «Вечеслав Менжинский», экспериментальный завод НКПС, февраль 1931 года

В феврале 1931 года изготовили второй опытный Д-2, который назван «Вячеслав Менжинский» (Д-3 назвали «Генрих Ягода»). После пробегов и устранения недостатков Д-2 и Д-3 продемонстрировали командованию войск ОГПУ, на которое оба произвели хорошее впечатление. По конструкции 2-й опытный Д-2 напоминал увеличенный Д-3. Его корпус также из склепанных бронелистов толщиной 10—16 мм. В центре командирская рубка с наблюдательной башенкой со стробоскопическим смотровым прибором. В корпусе для наблюдения — четыре люка. Из-за увеличения габаритов Д-2 его база, по сравнению с Д-3, увеличилась на 900 мм. По сравнению с Д-3, вооружение Д-2 усилили — 2 76-мм «коротких» пушки в башнях, 4 бортовых пулемета Максима и 3 ДТ (2 в башнях и 1 в командирской рубке. Орудия на тумбах от бронеавтомобиля «Гарфорд».
Представители управления механизации и моторизации (УММ) РККА следили за изготовлением и испытанием бронемотовагонов для ОГПУ — как раз в это время рассматривалась модернизация бронепоездов Красной Армии.
Проект серийного мотоброневагона под тем же названием Д-2 представили наркому обороны. 31 декабря 1931 года на совещании у зам. председателя Высшего совета народного хозяйства (ВСНХ) СССР решено изготовить на 4 заводах 60 (к 15 марта по 15) Д-2 для формирования в РККА 20 дивизионов МБВ.
С изготовлением мотоброневагонов не как планировали — не хватало легирующих присадок для бронестали, электрооборудования, подшипников, кислорода для резки брони, все заводы с дефицитом опытных рабочих, техников и инженеров.
В начале пробега 17 июля 1932 года у МБВ вышла из КПП и его вернули на ремонт.
Внешне серийный Д-2 напоминал увеличенный опытный. В отличие от опытного, на серийных Д-2 КПП Д-35 с дисково-сцепной муфтой Дыренкова, обеспечивавшей более плавное переключение передач, а управление вагоном двойное — механическое и гидравлическое. Это позволили облегчить управление мотоброневагоном, но муфта и механизм управления ненадежны.
1 ноября 1932 года завод № 1 ТО ОГПУ передали в наркомат путей сообщения (НКПС) и он стал называться «Можерез» — Московский железнодорожный ремонтный завод. Производство мотоброневагонов на нем сосредоточили в специально организованном цехе. Но до конца года Можерез не сдал ни одного Д-2. Окончательно первый серийный Д-2 передали заказчику в январе 1933 года, а последний, 15-й — только в сентябре.
Калужский и Коломенский заводы, загруженные другими заказами, не собрали ни одного Д-2, в начале 1933 г. их освободили от выпуска мотоброневагонов. К апрелю 1933 г. производство Д-2, помимо Можерез, только на «Красном Профинтерне». Сборка Д-2 тут затянулась. Последний 15-й мотоброневагон вышел с «Красного Профинтерна» в июле 1934 года. Таким образом, в 1932—1934 годах в Москве и Брянске изготовили 30 серийных мотоброневагонов Д-2.
Параллельно с подготовкой к серийному выпуску Д-2 Дыренков предложил руководству УММ спроектировать тяжелый мотоброневагон со 107-мм орудием. Но из-за большой загруженности опытно-конструкторского и испытательного бюро (Дыренков одновременно разрабатывал несколько типов бронеавтомобилей, боевых химических машин, танков, танкеток, вездеходов и т. д.) проект тяжелого однобашенного мотоброневагона Д-6 готов лишь летом 1932 года.
Изготовление Д-6 начали в сентябре 1932 года и на 21 ноября: «Мотоброневагон с двигателем „Геркулес“ 105 л. с. (Д-6). Изготовлены верхняя и нижняя часть корпуса, корпус башни без погонов, лафета и поворотного механизма. Установлена ходовая часть с ручными тормозами, мотор „Геркулес“ с коробкой скоростей Я-5 и реверсом Д-35, радиатор типа „Коммунар“. Установлены глушители, трубопроводы, а также временный бензобак и временное управление броневагоном. В указанном виде система будет готова к испытанию к 10.12.32 г. Дальнейшая сборка задержана за отсутствием чертежей».
К этому времени военные отказались от услуг Дыренкова, приказом 21 ноября 1932 года опытно-конструкторское и испытательное бюро расформировано с 1 декабря, все работники (за исключением Дыренкова) передавались заводу Можерез «для окончания работ по заданиям УММ РККА». В числе этих работ и Д-6. Для ускорения его изготовления УММ предложил отказаться от вооружения 107-мм орудием и установить 2 76-мм орудия образца 1902 года в башнях, аналогичных серийным Д-2. Эти изменения внесли быстро, и в начале 1933 года Д-6 готов.

## Описание конструкции

### Корпус и башни
Несущий корпус Д-2, Д-3 и Д-6 из бронелистов толщиной 10—16 мм, бронелисты наклонены. Корпус с рамой соединен угольниками, по бортам 4 двери (у Д-6 две).
Внешне серийный Д-2 напоминал увеличенный опытный. Корпус сваривался, что позволило снизить его массу и удешевить производство. В центре корпуса рубка командира, радиста и водителя, в стенках которой 7 люков со смотровыми щелями и дверь выхода на крышу.
Идентичные орудийные цилиндрические башни из катаных бронелистов толщиной 8—16 мм. Механизм поворота башен с ручным приводом.

### Вооружение
На серийных Д-2 две 76-миллиметровые пушки, справа от них независимые шаровые установки пулемёта ДТ (угол горизонтального обстрела ±30°, угол возвышения +30°, снижения — −20°). 6 пулеметов Максим — 4 бортовых и 2 в спаренной зенитной установке на одной из башен. Боекомплект 500 снарядов и 32 000 патронов.
На одиночном МБВ Д-3 к 1940 году установлены 2 башни танков Т-26 выпуска с 1933 года, имевшие 45-мм танковую пушку и пулемет ДТ в спаренной установке, и 4 бортовых пулемета Максим
На Д-6 2 76-мм пушки образца 1902 г. в башнях, похожих на башни серийных Д-2, и 4 бортовых пулемета Максим.

#### Основное
В полноповоротных башнях на стандартных бронепоездных тумбовых станках 76-миллиметровые пушки образца 1902 года. В крышах башен по одному верхнему люку в панорамной башенке для панорамного прицела системы Герца. Пушка с длиной ствола 30 калибров, начальная скорость 7-килограммового осколочно-фугасного снаряда 588 м/с. Скорострельность 10 выстр./мин. Максимальный угол возвышения +30°, склонения — −5°. Подъёмный механизм пушки секторный ручной..

#### Вспомогательное
6 7,62-миллиметровых пулемётов (не учитывая зенитные на Д-2) — 4 станковых «Максим» в шаровых установках в бортах бронекорпуса (по две на борт), у них бронировались кожухи охладителей, и 2 ДТ по одному в шаровых установках орудийных башен. 

#### Зенитное
Зенитное вооружение Д-2 — открыто на одной из башен зенитная спаренная пулемётная установка образца 1930 года с кольцевым зенитным прицелом образца 1929 года. Сведений о таких установках на Д-3 и Д-6 нет.

### Двигатель и трансмиссия
В центре рамы корпуса автомобильный двигатель «Геркулес» YXC в 93 л. с. и КПП Д-35. На серийных Д-2 КПП с дисково-сцепной муфтой Дыренкова, обеспечивавшей более плавное переключение передач, а управление вагоном двойное — механическое и гидравлическое. Эти нововведения позволили облегчить управление мотоброневагоном, но их надежность невелика..

### Экипажная часть
В ходовой части две типовых колесных пары железнодорожных вагонов, одна пара ведущая.
МБВ с комплектом тормозов с ручным, воздушным и электрическим приводом.

### Средства связи и наблюдения
На серийном МБВ посты управления огнем и внутренняя телефонная связь.
В отличие от опытного Д-2, серийные Д-2, а также Д-3 и Д-6, с радиостанцией (на Д-2 5-АК) с рамочной антенной на крыше рубки.

## Эксплуатация и боевое применение
После заводских испытаний и устранения недостатков мотоброневагоны Д-3 и второй опытный Д-2 поступили в бронедивизион центральных транспортных курсов ОГПУ, которые в то время у Белорусского вокзала в Москве.
22 августа 1931 года по просьбе военных командир бронедивизиона транспортного отдела (ТО) ОГПУ Шустинский направил в УММ РККА Доклад о результатах изучения и испытания опытных тяжелых бронедрезин системы Дыренкова, проведенных в период обучения команды 25 июля — 14 августа 1931 года: 
```
"I. Испытание движением. 1. Мотоброневагон Д-3 прошел своим ходом 14б4 км со средней скоростью 50 км/ч и предельной 70 км/ч. 2. Мотоброневагон Д-2 прошел своим ходом 3247 км, из которых 1128 на прицепке к бронепоезду, 106 км с нагрузкой двух груженых двухосных платформ (буксовал), и ни одного случая отказа в работе мотора и в целом мотовагона не было. Средняя скорость мото-броневагона 45—50 км/ч. II. Испытания стрельбой. Сделано по 39 выстрелов из каждой пушки, повреждения систем не было. Как вывод необходимо отметить исключительную устойчивость мотоброневагона Д-2 при стрельбе, в отличие от бронеплощадок бронепоездов, где колебание всей площадки доходит до 15 с в среднем, отсюда при частой стрельбе бывает колоссальное рассеивании снарядов. III. Вооружение мотоброневагонов Д-2 и Д-3. 1. У МБВ Д-2 расположение пулеметов Максима у водителя неудачно. В остальном все огневые точки расположены целесообразно. 2. Вооружение 76-мм короткими противо-штурмовыми пушками обр. 1913 г. слабое. 3. Расположение пулеметных установок у Д-3 неудачное, исходя из того, что по пути установлены два пулемета Максима, а на борта только пулеметы ДТ, которые имеют малые углы возвышения вследствие того, что мешают крышки ведущих колес, а установки пулеметов Максима имеют малый горизонтальный обстрел из-за того, что мешают буфера.
  
Общие замечания. 1. МБВ Д-2 и Д-3 поступили в не вполне законченном виде: а. Полное отсутствие средств управления огнем; б. Укладка для запасных частей и патронов отсутствует; в. Командирские рубки частично не имеют стекол. …
  
Выводы и замечания. Конструкция Д-2 и Д-3 по форме бронированного корпуса: размер машин, прочность, низкая посадка от рельсов дает исключительную устойчивость при стрельбе из пушек, тяговая сила, приличная скорость, насыщенность огневыми средствами.
```

```
Делая из вышеуказанного вывод, можно отметить как положительные стороны: Д-2, Д-3 обладают большой подвижностью, значительным радиусом действия, могуществом артиллерийского и пулеметного огня, малые мертвые пространства (почти равные нулю). Если сравнить их с бронеплощадками и бронедрезинами всех существующих систем, то равных единиц Д-2 нет.

С наличием положительных сторон имеется и ряд недоделок конструктивного характера, которые сводятся: 1. Усовершенствовать систему охлаждения Д-2, Д-3, которая весьма ненадежна. 2. Усовершенствовать переключение скоростей и, по возможности, упростить управление МБВ (разбросанность рычагов управления). 3. Отрегулировать клапана воздушных тормозов. 4. У Д-3 понизить крышки колес, тем самым увеличить углы обстрела четырех пулеметов. 5. Командирскую рубку (стробоскоп) усовершенствовать. Оборудовать ее средствами управления огнем, внутренней связью и радиостанцией. 6. Оборудовать МБВ соответствующей вентиляцией. 7. Оборудовать соответствующие стеллажи для снарядов, патронов и ЗИП.

По вооружению. По МБВ Д-2: заменить противоштурмовые пушки обр. 1913 г. на более совершенные обр. 1903/30 или 1915 г. По МБВ Д-3: а). Пулеметные установки Максима перераспределить, разместив их во все стороны, а не только в лобовой части, перенести по одному на борта. Нормальным вооружением МБВ Д-3 необходимо считать 1 37-мм пушку, 4 пулемета Максима и 1-3 ДТ.

Мотоброневагоны испытывались в незаконченном виде и не имели подсобных материалов, кроме моего наблюдения при постройке, а потому все детали боевых качеств полностью не выявлены.

Наиболее приемлемый (по моему мнению) для замены существующих несовершенных броне-летучек, как самостоятельных оперативно-боевых единиц линейных органов ТО ОГПУ является мотоброневагон Д-2 «Менжинский»
[
1
]
.
```

Мотоброневагоны Дыренкова в начале 1933 года переданы в ОГПУ — НКВД и включены по 3 в бронепоезда-роты мотоброневагонов (бепо-МБВ) с бронепаровозом.
Испытания показали, что серийные Д-2 плохо вписываются в кривые железных дорог, сложны в обслуживании (например, для капитального ремонта коробки перемены передач и двигателя приходилось снимать башни и верхнюю часть корпуса), их трансмиссия ненадёжна и требует частой регулировки.
Бронепоезда НКВД носили нумерацию полков НКВД по охране железнодорожных сооружений (полков по ОЖДС), в которые входили.
В Советско-финской войне 1939—1940 годов на Карельском перешейке участвовало три бронепоезда-роты мотоброневагонов НКВД, каждая рота имела три мотоброневагона и бронепаровоз: всего 6 орудий, 12 пулеметов Максим, 6 пулеметов ДТ и 3 спаренных зенитно-пулемётных установки, 216 человек. На станции Раута базировалась рота мотоброневагонов 51-го полка войск НКВД по охране железнодорожных сооружений. В неё входили два мотоброневагона, действовавшие в интересах 7-й и 8-й армий. Защищали коммуникации и мотоброневагоны 4-й бригады войск НКВД по охране особо важных сооружений. Они патрулировали железные дороги и защищали их от потенциальных финских диверсантов.
К июню 1941 года в дивизии НКВД по ОЖДС входило примерно 12 бронепоездов-рот мотоброневагонов, в которых по штату должно было входить 36 МБВ, вероятно, поэтому некоторые авторы пишут, что в НКВД перед началом Великой Отечественной войны 36 мотоброневагонов, хотя в НКВД передали только 33 МБВ.
В предвоенные годы для охраны железных дорог в приграничных районах дивизий НКВД по ОЖДС сформировано несколько. Как правило, в каждую дивизию входили три—четыре полка, в каждом бронепоезд или бронепоезд-рота мотоброневагонов. Номер бронепоезда соответствовал номеру полка.
Дислоцировались они в районах: 2-я дивизия НКВД по ОЖДС — Карелия, Эстония, 3-я дивизия НКВД по ОЖДС — Белоруссия. 4-я дивизия НКВД по ОЖДС — Киев — Чернигов — Житомир — Винница — Одесса, 5-я дивизия НКВД по ОЖДС — Восточная Украина, 9-я дивизия НКВД по ОЖДС — Брест — Вильнюс, 10-я дивизия НКВД по ОЖДС — Западная Украина, 13-я дивизия НКВД по ОЖДС — Бельцы — Бендеры — Умань, 24-я дивизия НКВД по ОЖДС — Минск — Смоленск, 27-я дивизия НКВД по ОЖДС — Дальний Восток, 28-я дивизия НКВД по ОЖДС — Дальний Восток, 29-я дивизия НКВД по ОЖДС — Забайкалье.
Уже на второй день войны командир 3-й дивизии войск НКВД по ОЖДС у границы, получил директиву начальника войск НКВД, регламентировавшую и использование бронепоездов в войне. Основной задачей их определена огневая поддержка стрелковым частей.
Бепо-МБВ 53-го полка 3-й дивизии должен был прикрывать Полоцкий железнодорожный узел, бепо-МБВ 76-го полка ушел в Молодечно для поддержки 9-й кавалерийской дивизии, бепо-МБВ 73-го полка остался на станции Беларусь.
Уже через несколько дней немецкие пикирующие бомбардировщики и танки уничтожили бепо № 73.
26 июня в Полоцк для прикрытия железнодорожного узла прибыла рота мотоброневагонов 53-го полка НКВД, ранее дислоцировавшаяся на Калининской железной дороге, из двух мотоброневагонов. 10 июля один мотоброневагон отрезан немецами на перегоне Полота — Дретунь. Саперы Вермахта заминировать и взорвать железнодорожный путь. После того, как закончился боезапас, команда взорвала мотоброневагон. Погибли и бепо-МБВ № 53 и № 76.
Помимо 3-й дивизии, на линии Брест — Вильнюс действовали бронепоезда полков 9-й дивизии НКВД. Позже к ним присоединились мотоброневагоны 24-й дивизии на направление Минск — Смоленск.
В Белоруссии в июне 1941 года вели бои десять бронепоездов НКВД.
На юго-западе Украины действовали мотоброневагоны и бронепоезда полков 4-й дивизии НКВД по ОЖДС. У Львова патрулировали железные дороги бронепоезда 10-й дивизии полковника Могилянцева.
На востоке Украины на железнодорожных линиях действовали роты мотоброневагонов 5-й дивизии НКВД. При приближении противника к Коломые командир бепо-МБВ № 77 НКВД старший лейтенант Турганов получил приказ взорвать мост через реку Быстрицу. Выкатив на мост вагон с авиабомбами, команда бронепоезда открыла по нему артиллерийский огонь. От взрыва мост уничтожен. Действия бронепоезда позволили частям 13-го стрелкового корпуса 12-й армии избежать окружения. Но восточнее Тернополя, уже захваченного немцами, в начале июля 1941 года тяжелые бои, в них и бепо-МБВ № 77. Немецкая авиация разбомбила железнодорожный мост через реку Збруч, отрезав путь отступления эшелонам в районе Гусятина и бронепоездам. Немецкие танки, переправившиеся на левый берег Збруча, вышли к железной дороге. Началась артиллерийская дуэль между ними и бронепоездами. Бепо-МБВ 77 два дня вел бои в окружении. Из-за повреждения железнодорожного полотна он мог маневрировать на участке длиной всего 150 м. Израсходовав боезапас, команда взорвала паровоз и броневагоны.
Вероятно, последний крупный бой МБВ Д-2 на фронте в конце ноября 1941 года. В конце ноября 1941 года, когда немцы прорвались к каналу имени Москвы, железнодорожный участок Яхрома — Дмитров защищала 1-я ударная армия. Реальной огневой силой здесь стал 73-й отдельный бепо войск НКВД. Он ходил вдоль канала, обороняя мосты. Мосты заминированы и подготовлены к взрыву. Но в ночь на 28 ноября у Яхромы фашисты захватили мост через канал, разминировали и переправились на восточный берег. В ночь на 28 ноября бронепоезд № 73 на станции Вербилки, чуть в стороне от канала и Дмитрова. Командующий 1-й ударной армией генерал-лейтенант Кузнецов приказал немедля двинуться навстречу прорвавшимся через канал немецким танкам и остановить их. 73-й помчался к мосту через канал. В середине состава бронепаровоз. По обе стороны площадки, сзади и спереди по контрольной платформе. Бронепоезд рванулся навстречу фашистским танкам. 4 76-миллиметровые пушки с двух бронеплощадок открыли огонь. Сразу вспыхнули три танка. Движение гитлеровской колонны притормозилось. Чтобы увеличить сектор обстрела, капитан Малышев решил отцепить от состава самоходную бронеплощадку. Она отделилась и выдвинулась к мосту. Отважно действовала самоходная площадка лейтенанта Жукова. Она подбила несколько танков и сожгла танкетку. Под пулеметным огнем бронеплощадки из автомобилей скатывалась на землю пехота, многие вражеские солдаты распрощались с жизнью. Усилился ответный огонь. Снаряд угодил в рубку. Сорванная с петель дверь завалилась внутрь. Потерял сознание водитель бронеплощадки Бардаков. Вышло из строя первое орудие, заклинило второе, но пулеметные расчеты сержантов Павловского и Калашникова вели огонь по пехоте, удерживая на месте. На исходе боеприпасы. Лейтенант Жуков решил вывести бронеплощадку из боя. День клонился к вечеру, схватка не утихала. Обе единицы — и 73-й, и броневагон — для неприятеля мишенИ. В этом бою фашисты потеряли 12 танков, 24 автомашины и не менее 700 солдат и офицеров.
За первый год войны примерно потеряно более 10 бепо-МБВ. 7 из них немцами отремонтировано и модернизировано (заменены силовая установка на дизельную и радиостанция, изменены башни) в 1944 году.
После 1942 года оставшиеся бепо-МБВ, по некоторым данным, в основном охраняли железные дороги, например, бепо-МБВ 67-го полка 29-й дивизии НКВД по ОЖДС из 3 нетипичных мотоброневагонов — второго опытного Д-2, Д-3 и Д-6, всю войну охранял туннели на кругобайкальской железной дороге у станции (ст.) Слюдянка. Также на Дальнем Востоке и в Забайкалье — бепо-МБВ 68-го полка 29-й дивизии НКВД по ОЖДС — у ст. Оловянная юго-западнее Читы, учебный бепо-МБВ 69-го полка — у ст. Укурей восточнее Читы, бепо-МБВ 70-го полка — у ст. Куйбышевка северо-восточнее Благовещенска, бепо-МБВ 71-го полка 27-й дивизии НКВД по ОЖДС — у ст. Вяземская южнее Хабаровска, бепо-МБВ 72-го полка 27-й дивизии НКВД по ОЖДС — у ст. Ворошилов (ныне [Уссурийск] в Приморском крае).
Оставшиеся в строю Д-2, Д-3, Д-6 и опытный Д-2 использовались частями НКВД до конца Великой Отечественной войны и списаны в конце 1940-х годов.

## Оценка проекта
Мотоброневагоны по меньшему силуэту и маневренности превосходили бронепоезда, что нередко залог выживания машины в бою. МБВ с вооружением, равным одной-двум бронеплощадкам бронепоезда. Но обеспечивая плотность и маневренность огня, МБВ неспособен эффективно бороться с танками, артиллерией и авиацией, он был только способен эффективно бороться с пехотой и огневыми точками противника, прикрывать железнодорожные объекты. При его создании уделили внимание защите от авиации, для которой железнодорожная техника из-за привязки к железнодорожному полотну уязвима, но зенитные пулемёты винтовочного калибра давали слабую защиту.
Высокая скорость позволяла активно маневрировать. Плюс отсутствие дыма, демаскировавшего бронепоезда с паровозами. Это характерно и для бронедрезин, но МБВ превосходил бронедрезины в огневой мощи..
Но МБВ с относительно слабой броней, защищавшей МБВ лишь от пуль и осколков снарядов. При солидных габаритах это могло быть проблемой. Но во время проектирования и постройки МБВ 16-миллиметровая броня (ещё и под небольшим углом) на уровне среднего бонирования танков (у Т-26 выпуска до 1933 г. и у БТ-5 основная часть брони 13 мм).
Надёжность трансмиссии мотоброневагона мала и не обеспечивала длительную эксплуатацию, из-за чего ротам МБВ придавали бронированный или обычный паровоз и они стали называться бронепоезд-рота МБВ (бепо-МБВ).